# Бубани, Пьетро
Пье́тро Буба́ни (итал. Pietro Bubani, 1 октября 1806, Баньякавалло, Папская область — 12 августа 1888, Баньякавалло, королевство Италия) — итальянский ботаник. Окончив медицинский факультет Болонского университета, некоторое время работал врачом. Участник движения за объединение Италии в единое государство, из-за чего был вынужден эмигрировать на юг Франции. В изгнании увлёкся ботаникой и занялся изучением флоры Пиренейского полуострова. Автор многотомного сочинения «Пиренейская флора» (лат. Flora pyrenaea), которое стало итогом сорокалетней работы учёного. Впервые книга была издана посмертно в 1897—1901 годах.

## Биография
Пьетро родился в палаццо Бубани в городке Баньякавалло 1 октября 1806 года. Он происходил из богатой и знатной семьи. Отец его Антонио Бубани был крупным землевладельцем. Мать — Кристина, принадлежала к роду Альмериги. Его младшим братом был адвокат и известный политик Франческо Бубани.
В 1829 году Пьетро, по желанию родителей, окончил медицинский факультет Болонского университета и получил диплом врача. Его истинным увлечением были естественные науки, латынь, музыка и женщины. В 1831 году он участвовал в народном восстании в Папской области, которое было подавлено римским папой Григорием XVI. Пьетро был вынужден отправиться в изгнание. Сначала он остановился во Флоренции, столице Великого герцогства Тосканского, где впервые в нём проявился интерес к ботанике. С дозволения великого герцога Леопольда II, Пьетро получил доступ к герцогской библиотеке. Однако, в 1832 году он был вынужден покинуть и Флоренцию. Причиной изгнания стала скандальная связь с известной проституткой.
Пьетро переехал в герцогство Лукканское. После нескольких тщетных попыток вернуться во Флоренцию, он покинул Италию. Некоторое время Пьетро провёл в Бастии на острове Корсика, где установил контакты с другими членами движения Рисорджименто, также находившимися в изгнании. 16 октября 1835 года он прибыл в Марсель на юге Франции, откуда вскоре переехал в Монпелье.
После конфликта с Николой Фабрицци, поддержавшего Джузеппе Мадзини, Пьетро оставил политику. Его единственной страстью были ботаника и женщины. Почти всё своё время он проводил в библиотеке и ботаническом саду Университета в Монпелье. Здесь Пьетро подружился с известными французскими ботаниками Алиром Раффено-Делилем и Мишелем Феликсом Дюналем. По совету последнего, 21 июля 1836 года он отправился в свою первую научную экспедицию на Пиренейский полуостров для исследования и систематизации местной флоры. Полевые исследования длились в течение нескольких лет с перерывом в зимнее время, когда Пьетро, вместе с Феликсом Дюналем, сравнивали собранный им материал с гербариями с Пиренейского полуострова Филиппа де Лаперуза в Тулузском музее.
После всеобщей амнистии, объявленной новым римским папой Пием IX, 7 марта 1847 года Пьетро отплыл из Марселя и вернулся в Папскую область. С собой он привёз многочисленные гербарии, собранные им за одиннадцать лет исследований. С 1847 по 1852 год им были предприняты ещё несколько научных экспедиций на Пиренейский полуостров. Вернувшись в Италию, некоторое время он жил в Болонье и во Флоренции, где работал вместе с коллегой Филиппо Парлаторе. Во время народных волнений 1859 года, учёный не скрывал своих антиклерикальных взглядов и симпатий к движению Рисорджименто, но не оставил науку и в политику не вернулся.
В 1862 году Пьетро окончательно поселился в Баньякавалло, где последние годы жизни работал над своим фундаментальным сочинением «Пиренейская флора». Здесь он умер 12 августа 1888 года, не успев завершить работу. Согласно завещанию, его похоронили на монументальном кладбище картезианского монастыря в Болонье.

## Научная деятельность
Пьетро Бубани специализировался на папоротниковидных, мохообразных и семенных растениях. Учёный внёс значительный вклад в ботанику, описав множество видов растений.
Его главным сочинением является четырёхтомное издание «Пиренейской флоры» (лат. Flora Pyrenaea per ordines naturales gradatim digesta) на латинском языке, в котором он классифицировал более 2800 видов растений из 132 родов с упоминанием учёных, исследовавших каждое растение ранее, указанием ареала, времени цветения, плодоношения и прочая. Пиренейский полуостров учёный разделил на океаническую, средиземноморскую и альпийскую биологические зоны. Большое внимание им уделялось исследованию редких в этих местах болотных растений. Его фундаментальная работа была издана посмертно в 1897—1901 годах. Собранные им гербарии из научных экспедиций на Пиренейский полуостров ныне хранятся в Генуэзском ботаническом институте.
Пьетро Бубани также является автором «Вергилианской флоры» (итал. Flora Virgiliana, ovvero, Sulle piante menzionate da Virgilio: pareri esposti, considerati, proposti ancora), изданной им в 1869 году и посвящённой великому герцогу Леопольду II, пробудившему в учёном интерес к ботанике. В этой работе им идентифицированы все растения, упомянутые античным поэтом в своих произведениях. Кроме того, учёным были написаны «Dodecanthea», изданная в 1850 году, с описанием некоторых дикорастущих растений Апеннинского полуострова и «Дуналии» (лат. Dunalia), изданная в 1878 году, в которой им было дано описание флоры Тосканы. Сохранилось письмо Пьетро Бубани британскому ботанику Джорджу Гордону, в котором он объясняет возникшие противоречия между ним и другим коллегой, швейцарским ботаником Альфонсом Декандолем, по некоторым вопросам ботанической номенклатуры.

## Сочинения
- Bubani, Pietro. Dodecanthea :  [лат.]. — Fiorenze : Societatis typographicae, 1850. — 36 p.

- Bubani, Pietro. Flora Virgiliana, ovvero, Sulle piante menzionate da Virgilio: pareri esposti, considerati, proposti ancora :  [итал.]. — Bologna : Tip. Mareggiani, 1869. — 135 p.

- Bubani, Pietro. Dunalia :  [лат.]. — Imola : Bubani, 1878. — 100 p.

- Bubani, Pietro. Flora Pyrenaea per ordines naturales gradatim digesta :  [лат.]. — Milan : U. Hoeplius, 1897. — Vol. I. — 718 p.

- Bubani, Pietro. Flora Pyrenaea per ordines naturales gradatim digesta :  [лат.]. — Milan : U. Hoeplius, 1900. — Vol. II. — 725 p.

- Bubani, Pietro. Flora Pyrenaea per ordines naturales gradatim digesta :  [лат.]. — Milan : U. Hoeplius, 1901. — Vol. III. — 438 p.

- Bubani, Pietro. Flora Pyrenaea per ordines naturales gradatim digesta :  [лат.]. — Milan : U. Hoeplius, 1901. — Vol. IV. — 463 p.